# Agostino Renna
Agostino Renna (Andretta, 5 settembre 1937 – Napoli, 13 gennaio 1988) è stato un architetto italiano.

## Biografia
Dopo aver frequentato studi classici si iscrive alla Facoltà di Architettura di Napoli. Qui partecipa al movimento studentesco e frequenta architetti del calibro di Luigi Cosenza.
Si laurea nel 1964 insieme a Salvatore Bisogni con una tesi sul disegno urbano della città di Napoli. Dopo la laurea tra la metà e la fine degli anni '60 collabora alla didattica nella Facoltà di Architettura di Napoli e in quella, appena fondata, di Pescara, dove è assistente di Aldo Rossi e conosce tra gli altri Giorgio Grassi e Antonio Monestiroli. Anche nel decennio 1970-1980 continua a lavorare sia a Napoli che in Abruzzo.
Estremamente significative e rappresentative di questo periodo sono le esperienze delle "composizioni urbane" messe a punto specialmente a Napoli e che verranno esposte nella mostra d'architettura della XV Triennale dedicata da Aldo Rossi all'Architettura razionale nel 1973. Dopo alcuni progetti in collaborazione con Uberto Siola in questo stesso decennio mette a punto dei progetti di quartieri popolari per Napoli studiandone sia le zone periferiche che quelle centrali.
Nella Facoltà di Architettura di Pescara parteciperà al "Gruppo composizione architettonica" insieme a Giorgio Grassi, Antonio Monestiroli, Carlo Alessandro Manzo, Rosaldo Bonicalzi e altri. Assai significativo di questa fase è lo studio, redatto tra 1974 e 1975, sulla normativa architettonica e i regolamenti edilizi messo a punto insieme agli altri docenti della Facoltà pescarese.
Nel 1979 dà alle stampe La valle del Belice. Del 1980 è L'illusione e i cristalli.
Negli anni '80 la sua definitiva consacrazione come insegnante di Composizione alla Facoltà di Napoli e gli incarichi più importanti: è del dopo terremoto del 1980 il progetto di ricostruzione di Teora, in provincia di Avellino, concepito insieme a Giorgio Grassi; inizia nel 1983 a lavorare per il progetto del nuovo quartiere di Monteruscello a Pozzuoli, in provincia di Napoli, dopo il bradisismo che la colpì nello stesso anno; progetto che rappresenta, nonostante le pesanti critiche sulla cosiddetta deportazione dei cittadini di Pozzuoli dai loro quartieri d'origine e l'uso di materiali dozzinali nell'esecuzione uno degli esempi migliori di quartiere di nuova fondazione nell'esperienza architettonica italiana del dopoguerra. 

## L'architettura di Agostino Renna
Gli inizi di Agostino Renna, intorno agli anni della laurea, nel 1964, lo vedono alle prese con le teorie di Giancarlo De Carlo e Ludovico Quaroni. La sua tesi di laurea (redatta insieme a Salvatore Bisogni) lo mostra infatti attento alle questioni della progettazione a scala territoriale e della definizione di modelli aperti a diversi scenari progettuali. Il riferimento apparente è Kevin Lynch, ma in realtà si tratta ancora di una fase di ricerca degli strumenti attraverso i quali impadronirsi, stanti il disegno e i modelli, di quella cosa concreta che è la città e che sono i fenomeni che la riguardano.
Questa tensione rivolta a conoscere il fatto urbano nel suo carattere materiale lo porterà ad avvicinarsi alle teorie e agli architetti di scuola milanese, a cominciare da Aldo Rossi, che col suo L'architettura della città scrive il libro più rappresentativo della nuova attenzione che gli architetti di tendenza razionalista rivolgono a cominciare dagli anni '60 alla città e alla sua costruzione.
Con Rossi, e con Giorgio Grassi, Renna collaborerà a Pescara. Sempre Rossi, per la XV Triennale del 1973 intitolata Architettura razionale selezionerà alcuni lavori suoi e dei suoi allievi, le "composizioni urbane", ossia esperimenti nei quali accanto a pezzi della città storica vengono fatti reagire come elementi chimici pezzi della città contemporanea e monumenti riletti attraverso il linguaggio architettonico razionalista.
Razionalista sarà sempre più la sua cifra compositiva proprio a cominciare da questo periodo, come testimonia la sua lunga frequentazione prima e collaborazione poi con Giorgio Grassi che sfocerà nei progetti di ricostruzione per Teora e per due aree di Berlino devastate dalla seconda guerra mondiale. In questi progetti approfondisce da un lato il rapporto tra rovina e nuova architettura e dall'altro prosegue un lungo addestramento all'impiego di uno stile architettonico rigoroso e misurato.
Il razionalismo di Renna si può in specie paragonare a quello del Giuseppe Pagano alle prese con gli studi sulla casa popolare italiana, sul recupero di un linguaggio architettonico in continuità con la tradizione costruttiva anche più povera e anonima. Allora non solo il nome di Pagano deve venire alla mente ma soprattutto quello del Luigi Cosenza da Renna frequentato quand'era ancora studente che in studi come il suo Esperienze di architettura proprio alla tradizione costruttiva anonima e popolare guarda per costituire un vocabolario architettonico di elementi semplici.
Questa accezione del linguaggio architettonico razionalista Renna la metterà in pratica specialmente a Teora nei progetti delle case da ricostruire "com'erano-dov'erano", sia all'interno del tessuto abitato del paese che nelle contrade di campagna, realizzando una campionatura per tipi esemplari dell'abitazione, sia urbana che rurale.
Ma uno scarto ulteriore in questa ricerca linguistica è dato dal progetto per il quartiere di nuova fondazione di Monteruscello, con il quale Renna dà anche una risposta in termini di architettura ai nuovi fenomeni di urbanizzazione da lui studiati col modo che il nuovo insediamento ha di inserirsi in un paesaggio e in un quadro territoriale. Qui, a partire da una pianta urbana del settore centrale mutuata dal modello planimetrico di Priene, progetta alcuni edifici, tra cui la Chiesa madre e una scuola, di grande semplicità e chiarezza compositiva e stabilisce il principio insediativo dell'isolato, in analogia proprio con Priene, a stabilire misura e forma degli edifici residenziali: un isolato con un carattere aperto eppure identificato attorno a uno spazio centrale, lettura contemporanea dell'elemento della corte.
A Monteruscello approfondisce anche un tema a mano a mano sviluppato in tutte le sue ricerche precedenti, quello del rapporto tra rovina e architettura, quando cioè decide di lasciare visibili le vestigia archeologiche rinvenute sul sito per dare agli abitanti del quartiere una nuova memoria sulla quale ricostituire la loro identità.
Questo tema della rovina sembra essere anche la chiave per leggere alcuni dei suoi ultimi progetti, quello per l'Albergo dei Poveri di Napoli, che corrisponde a un ritorno sulle tracce delle ricerche di alcuni lustri prima, e quello per una piccola piazza a Pescopagano, sull'appennino lucano.
Tra gli scritti più significativi di Renna si segnalano il volume su La valle del Belice, del 1979, e, di appena un anno successivo, quello sull'Abruzzo subappenninico, L'illusione e i cristalli. In entrambi prevale la dimensione del racconto dello svilupparsi del fenomeno architettonico dell'insediamento nei secoli fino alle scelte da compiere nell'epoca contemporanea. Per il Belice Renna svolge una critica argomentata e serrata all'importazione delle New Town di derivazione britannica e al loro stravolgere un territorio fatto di misure e moduli insediativi e costruttivi legati al lavoro contadino. Per l'Abruzzo Renna allarga lo sguardo ai fenomeni di dispersione urbana che stanno per avere luogo, e che avranno luogo in modo marcato nei tre decenni che seguiranno.

## Cronologia dei progetti di Agostino Renna
- 1964, Quartiere di edilizia sovvenzionata a Fuorigrotta, Napoli. Progetto.

- 1965, Quartiere di edilizia sovvenzionata a Secondigliano, Napoli. Progetto.

- 1966, Casa unifamiliare a Teora, Avellino. Progetto.

- 1966, Case in acciaio per la Ceca. Progetto di concorso internazionale.

- 1968, Casa unifamiliare a Pesaro. Progetto.

- 1968, Albergo ad Agnano, Napoli. Luciana De Rosa, Luigi Pisciotti, Agostino Renna, Uberto Siola. Realizzato.

- 1968, Padiglione italiano alla XIV Triennale di Milano. Progetto

- 1973, Nuovo palazzo di giustizia di Napoli. Salvatore Bisogni, Luigi Pisciotti, Agostino Renna, Uberto Siola. Progetto.

- 1973, Composizioni urbane per Napoli. Agostino Renna con Italo Ferraro, Ludovico Maria Fusco, Enzo Mendicino, Francesco Domenico Moccia. Progetto.

- 1973, Quartiere urbano per la parte del Vasto a Napoli. Agostino Renna con Italo Ferraro, Ludovico Maria Fusco, Enzo Mendicino, Francesco Domenico Moccia. Progetto.

- 1973, Quartiere popolare a Secondigliano, Napoli. Agostino Renna con Italo Ferraro, Ludovico Maria Fusco, Enzo Mendicino, Francesco Domenico Moccia. Progetto.

- 1973, Negozio di abbigliamento della ditta «Barbaro» nella Galleria Principe Umberto, Napoli.

- 1974, Casa privata a Capri (Napoli). Agostino Renna, Enzo Mendicino. Progetto.

- 1975, Negozio di abbigliamento della ditta «Barbaro» a Santa Brigida, Napoli. Agostino Renna, Enzo Mendicino. Progetto.

- 1976, Negozio di abbigliamento della ditta «Barbaro» a via Toledo, Napoli. Agostino Renna, Enzo Mendicino. Progetto.

- 1976, Piano per Lomé, capitale del Togo. Agostino Renna. Progetto.

- 1976, Sporting residence a Baia Domizia (Caserta). Agostino Renna, Enzo Mendicino. Progetto.

- 1977, Mobili per le stanze dei bambini di casa Barbaro, Napoli. Agostino Renna, Enzo Mendicino. Realizzati.

- 1978, Casa bifamiliare con officina, Napoli. Agostino Renna, Enzo Mendicino. Progetto.

- 1979, Restauro di una villa suburbana, Napoli. Agostino Renna, Enzo Mendicino. Progetto.

- 1980, Complesso residenziale e alberghiero a Montesilvano (Pescara). Agostino Renna, Enzo Mendicino. Progetto.

- 1981, Lützowplatz a Berlino. Giorgio Grassi e Agostino Renna, con Adalberto Del Bo, Edoardo Guazzoni. Progetto di concorso, premiato.

- 1981, Installazione dei prefabbricati sul territorio comunale di Teora, Avellino. Progetto.

- 1981, Piano di recupero del centro storico di Teora (Avellino). Giorgio Grassi e Agostino Renna con L. Fratianni, Edoardo Guazzoni, Carlo Alessandro Manzo, Valeria Pezza. Realizzato.

- 1981, Piano di recupero di Visciano (Napoli). Agostino Renna, Romano Bernasconi, Pellegrino Sirignano, Mariarosaria Torbinio. Realizzato.

- 1981, Piano di edilizia economica e popolare di Visciano (Napoli). Agostino Renna, Romano Bernasconi, Pellegrino Sirignano, Mariarosaria Torbinio. Realizzato.

- 1983, Recupero di case urbane a Teora (Avellino). Agostino Renna con Valeria Pezza. Realizzato.

- 1983, Casa rurale in contrada Pagliara a Teora (Avellino). Agostino Renna con Carlo Alessandro Manzo e Valeria Pezza. Realizzato.

- 1983, Casa rurale in contrada Serra dei Colli a Teora (Avellino). Agostino Renna con Valeria Pezza. Realizzato.

- 1983, Quartiere Monteruscello (o Monterusciello o Monte Ruscello, secondo i toponimi legati alle parlate locali) a Pozzuoli (Napoli). Agostino Renna. Realizzato in parte.

- 1984, Piano regolatore generale del comune di Teora (Avellino).

- 1984, Casa comunale e presidio socio-sanitario per il quartiere Monteruscello a Pozzuoli (Napoli). Agostino Renna con V. Biasibetti, Francesco Escalona, Marina La Greca, Virgilio Patitucci. Realizzata.

- 1984, Chiesa e casa parrocchiale per il quartiere Monteruscello a Pozzuoli (Napoli). Prima fase: Agostino Renna con V. Biasibetti, Francesco Escalona, Marina La Greca, Virgilio Patitucci. Seconda fase: Agostino Renna con F. Russo Cardone, Neri Salvatori. Realizzata.

- 1984, Teatro per il quartiere Monteruscello a Pozzuoli (Napoli). Agostino Renna con V. Biasibetti, Francesco Escalona, Marina La Greca, Virgilio Patitucci. Progetto.

- 1984, Scuola media per il quartiere Monteruscello a Pozzuoli (Napoli). Agostino Renna con A. Calligaris, Neri Salvatori, P. Pozzo. Realizzata.

- 1984, Area dell'ex Prinz Albrecht Palais a Berlino. Giorgio Grassi e Agostino Renna con Nicola di Battista e F. Collotti. Progetto di concorso, secondo premio.

- 1986, Ricostruzione del comparto «Pianistrello» a Teora (Avellino). Agostino Renna con Carlo Alessandro Manzo e V. Sommella. Piano di fattibilità e progetto di massima.

- 1986, Ricostruzione del comparto «Castello» a Teora (Avellino). Agostino Renna con Carlo Alessandro Manzo e V. Sommella. Piano di fattibilità e progetto di massima.

- 1987, Sistemazione dell'edificio e dell'area dell'Albergo dei Poveri a Napoli. Agostino Renna. Progetto.

- 1987, Piazza Girolamo Orlando a Pescopagano (Potenza). Agostino Renna con Carlo Alessandro Manzo. Progetto di massima.

## Pubblicazioni
- Vanni Pasca Raymondi, Agostino Renna, La linea di palazzo Gravina, in «Studenti architetti», numero unico, aprile 1961, responsabile Salvatore Bisogni, con scritti di Claudio Greppi, Salvatore Bisogni, Vanni Pasca Raymondi e Agostino Renna, Pier Luigi Crosta, Vittorio Foa, Luigi Cosenza, Massimo Teodori.

- Alcune voci dell'urbanistica contemporanea, a cura di Urbano Cardarelli, Mario Lauro, Gino Palomba, Emanuele Pasca, Giovanni Pasca Raymondi, Agostino Renna, Luciano Scotto, Op. cit., n. 6, maggio 1966

- Salvatore Bisogni, Agostino Renna, Contributo per un'idea di città, «Controspazio», n. 3, 1969.

- Salvatore Bisogni, Agostino Renna, Il contributo italiano al dibattito, in Urbanistica, voce del Dizionario Enciclopedico di Architettura e Urbanistica, diretto da Paolo Portoghesi, Istituto editoriale romano, Roma 1969.

- Lezioni di architettura, corso di "Caratteri dell'architettura moderna" 1967-68 1968-69, a cura di Agostino Renna, con scritti di Aldo Rossi, Adriano Di Leo, Giovanna Gavazzeni, Giorgio Grassi, Agostino Renna, Paolo Rizzato, Consorzio per la Libera università "G. D'Annunzio", Facoltà di Architettura, Pescara 1969, contiene i seguenti scritti di Agostino Renna: Analisi del discorso scientifico in architettura, Teorie e tendenze nell'attuale dibattito italiano, Relazione introduttiva ad un'ex tempore di progetto.

- Agostino Renna, con Italo Ferraro, Ludovico Maria Fusco, Enzo Mendicino, Francesco Domenico Moccia, Napoli: prospettive per l'architettura del Centro storico, «Edilizia popolare», n. 111, 1973.

- Agostino Renna, La trasformazione della città e il Movimento di architettura e urbanistica, in «Che fare», novembre-dicembre 1973.

- Salvatore Bisogni, Agostino Renna, Il disegno della città. Napoli, Cooperativa Editrice di Economia e Commercio, Napoli 1974.

- Agostino Renna, Progetto di quartiere popolare alla periferia di Napoli, in «Nord-Sud», giugno 1974.

- Agostino Renna, Gli spazi liberi nella costruzione della città, in Normativa architettonica e regolamenti edilizi, Cooperativa libraria universitaria abruzzese, Pescara 1975, con scritti di Giorgio Grassi, Agostino Renna et alii.

- Agostino Renna, La ville de Lomé: analyses et propositions, in Republique tegolaise. Plan d'amenagement de la region maritime. Rapport Preliminaire, Technital, Roma 1976.

- Agostino Renna, Il fallimento della professione, in «Casabella», n. 420, 1976, pp. 2-5.

- Primo dibattito sulla letteratura e l'arte, Gruppo di studi gramsciani promosso dal Partito comunista (marxista-leninista) italiano, 4ª riunione plenaria – Milano, fascicolo ciclostilato s.d., con scritti di Francesco Leonetti, Franco Prattico, Paule Lejenne, Raffaele De Grada, Aldo Brandirali, Duccio Bigazzi, Diego Pasquariello, Enzo Todeschini, Agostino Renna, Di Marco s.n.

- Agostino Renna, Architettura ideologia consumo, in «Università-Architettura», n. 1-2, giugno 1977.

- Agostino Renna, L'aria della campagna rende liberi, in «Lotus International», n. 21, 1978.

- Agostino Renna, Antonio De Bonis, Giuseppe Gangemi, Costruzione e progetto. La valle del Belice, clup, Milano 1979.

- Agostino Renna, Introduzione a Giorgio Grassi, in «2C – Construccion del la ciudad», n. 10, poi in Giorgio Grassi e il progetto per la casa dello studente a Chieti, con scritti di Carlos Martì Aris e Agostino Renna, Clua, Pescara 1980.

- Agostino Renna, L'architettura della città storica come memoria del passato, in I centri storici tra conflitto e crisi: il caso di Napoli, a cura di Attilio Belli, Pica editore, Napoli s. d.

- Agostino Renna, L'illusione e i cristalli, Clear, Roma 1980.

- Agostino Renna, L'architettura della città nell'esperienza olandese: struttura e caratteristiche delle nuove parti urbane, in Funzione e senso. Architettura-Casa-Città. Olanda 1870-1940, a cura di Salvatore Bisogni, presentazione di Salvatore Bisogni, Società Editrice Napoletana, Napoli 1980, con scritti di Maristella Casciato, Renato De Fusco, Giulio Di Donato, Vittorio Gregotti, Luigi Imbimbo, Antonio Monestiroli, Massimo Nunziata, Franco Panzini, Agostino Renna, Uberto Siola, Fabrizio Spirito, Maurizio Valenzi.

- La città, le idee. Pescara nelle interviste a cinque architetti, a cura di Adriana Carnemolla e Carlo Pozzi, con interviste a Franco Donato, Federico Gorio, Luigi Piccinato, Agostino Renna, Uberto Siola, Marcello Ferri Editore, L'Aquila, 1981.

- Agostino Renna, Corso Garibaldi e l'Albergo dei Poveri, in Progetti per Napoli, Guida Editori, Napoli 1987.

- Monteruscello l'impianto urbano e gli edifici pubblici, a cura di Francesco Escalona e Dora Francese, introduzione di Uberto Siola, con uno scritto di Agostino Renna, Progetto Pozzuoli, Quaderni di documentazione, n. 3, Giannini, Napoli 1987.

## Scritti su Agostino Renna
- Vittorio Gregotti, La forma del territorio, in «Edilizia moderna», n. 87-88, s.d.

- Vittorio Gregotti, Il territorio dell'architettura, Feltrinelli, Milano 1966, 1993.

- Luigi Pisciotti, Uberto Siola, Progetti di Luigi Pisciotti e Uberto Siola, «Contropazio», n. 8, agosto 1972.

- Salvatore Bisogni, Discussione sulla Triennale, in «Controspazio», n. 6, 1973.

- Daniele Vitale, Le scuole di architettura. Presentazione di alcuni progetti, in Architettura razionale, a cura di Ezio Bonfanti, Rosaldo Bonicalzi, Gianni Braghieri, Franco Raggi, Aldo Rossi, Massimo Scolari, Daniele Vitale, Franco Angeli, Milano 1973, 1979.

- Giorgio Grassi, Sei risposte a «2C-Construccion de la ciudad», pubblicato come Conversaciòn con G. Grassi, in «2C-Construccion de la ciudad», n. 10, numero monografico su Giorgio Grassi, dicembre 1977, ora in ID., Scritti scelti 1965-1999, Franco Angeli, Milano 2000.

- Marco Romano, Agostino Renna. Monteruscello (Pozzuoli), «domus» n. 674, 1986.

- Giorgio Grassi, Architettura lingua morta, «Quaderni di Lotus», n. 9, ELECTA, Milano 1988, contiene due scritti di Giorgio Grassi sulle opere progettate e realizzate insieme ad Agostino Renna: Piano di recupero del centro storico di Teora; Ricostruzione del Prinz Albrecht Palais a Berlino.

- «qa 12», Quaderni del dipartimento di progettazione dell'architettura, clup, Milano 1991. Contiene scritti su "Agostino Renna: il pensiero e l'opera", di Antonio Monestiroli, Giorgio Grassi, Salvatore Bisogni, Valeria Pezza, Carlo Alessandro Manzo, Rejana Lucci, Daniele Vitale, Mario Losasso, Neri Salvatori, Francesco Escalona, Antonio Lavaggi, Adalberto Del Bo, Rosaldo Bonicalzi.

- La città di fondazione. Il quartiere di Monteruscello, con scritti di Uberto Siola, Paolo Giordano, Ferruccio Izzo e Pasquale Miano et alii, Edizioni Scientifiche Italiane, Napoli 1995.

- Pasquale Belfiore, Benedetto Gravagnuolo, Napoli. Architettura e urbanistica del Novecento, Laterza, Roma-Bari 1994.

- Carlo Alessandro Manzo, Architetture 1974/1994, Clean, Napoli 1995, contiene quattro scritti di Carlo Alessandro Manzo sulle opere progettate e realizzate insieme ad Agostino Renna: Casa Rurale in Contrada Pagliara a Teora (Av), Ricostruzione del comparto Pianistrello a Teora (Av), Ricostruzione del comparto Castello a Teora (Av).

- Giorgio Grassi, I progetti, le opere e gli scritti, a cura di Giovanna Crespi e Simona Pierini, ELECTA, Milano 1996, contiene tre scritti di Giorgio Grassi sulle opere progettate e realizzate insieme ad Agostino Renna: Lützowplatz a Berlino, 1981; Piano di recupero del centro storico di Teora (Avellino), 1981; Area dell'ex Prinz Albrecht Palais a Berlino, 1984.

- Giorgio Grassi, Agostino Renna (1988), in id., Scritti scelti 1965-1999, Franco Angeli, Milano 2000.

- Giorgio Grassi, Una vita da architetto, Franco Angeli editore, Milano 2008.
- Raimondo Consolante, Salvatore Bisogni e Agostino Renna. L'architettura della moderna classicità, in AA.VV. Ereditare il Presente, Magonza, Arezzo 2024.